# United States Army Africa
Lo United States Army Africa (USARAF), ex Southern European Task Force (SETAF), è la componente dell'esercito statunitense posta alle dipendenze dello United States Africa Command. Ha la sua sede a Vicenza, presso la Caserma Ederle.

## Storia

### L'accordo di cooperazione
Nel 1951, gli Stati Uniti d'America e l'Italia firmarono un primo accordo di cooperazione militare: gli Stati Uniti avrebbero rimesso in sesto il sistema di comunicazione militare in tutta Italia in cambio di circa 1.000 ettari di terreni per una base militare tra Livorno e Pisa e di operare militarmente, con proprie truppe, in Italia.
Il 15 novembre 1952 quei terreni divennero la base militare statunitense di Camp Darby, che prese il nome di brigadiere generale William Orlando Darby, creatore del corpo dei Rangers, ucciso in azione nel sulle rive del lago di Garda a Torbole (TN) il 30 aprile 1945.
Nel 1955 a seguito della firma del trattato di pace tra gli Stati Uniti d'America e l'Austria, che si era dichiarata neutrale, tutte le truppe d'occupazione statunitensi dovettero lasciare il Paese, che furono ridislocate, compresi i mezzi e le attrezzature, in Italia presso Camp Darby.

Logo della SETAF

### Il Southern European Task Force
Per ridurre il pericolo in questo settore, gli Stati Uniti d'America decisero di istituire una specifica forza militare, ed il 2 ottobre 1955 fu creata la S.E.TA.F. (Us Army Southern European Task Force).
Il 25 ottobre 1955 la prima sede della S.E.TA.F. fu stabilita a Camp “Darby” a Livorno, ma la maggior parte della truppa fu stanziata a Vicenza.
Poco dopo la sua creazione la S.E.TA.F. spostò la propria sede a Verona.
Un 2° Accordo fu firmato tra gli Stati Uniti d'America e l'Italia e portò ad un aumento delle truppe statunitensi dislocate in Italia fino a circa 10.000 militari.

### L'accordo del 1959
Nel 1959, in seguito alla visita a Roma del Presidente statunitense Dwight D. Eisenhower, fu firmato un 3° Accordo che portò a significativi cambiamenti in seno alla S.E.TA.F.:
- piena operatività dell’esercito Italiano;
- taglio delle truppe statunitensi in Italia del 50%, per arrivare ad una quota di circa 5.000 militari;
- cessione all’Italia di tutti i materiali ed attrezzature bellico-militari dei reparti statunitensi rimpatriati;
- inclusione nell'organico della S.E.TA.F. anche degli Ufficiali e Sottufficiali dell'Esercito Italiano lì assegnati, con compiti di collegamento.

Come risultato di questo 3° Accordo, il 69th Eng.Co. – Engineers Company, equipaggiata con ADOM (Atomic Demolition Munitions) ed una Compagnia di artiglieria, equipaggiata con Missili Nucleari Tattici “MGM-29 Sergeant”, furono spostati nella Caserma “M.O.V.M. Ten. Ugo Passalacqua” a Verona.
Il 20 ottobre 1963, sotto il comando del Tenente Colonnello Ronald L. Little, il 2nd Field Artillery Battalion del 30th Field Artillery Group, armato con Missili Nucleari Tattici “MGM-29 Sergeant”, fu attivato nella Caserma “Carlo Ederle” a Vicenza, esso era così strutturato:
- Distintivo della SETAFHeadquarters Battery;
- A Battery;
- B Battery.

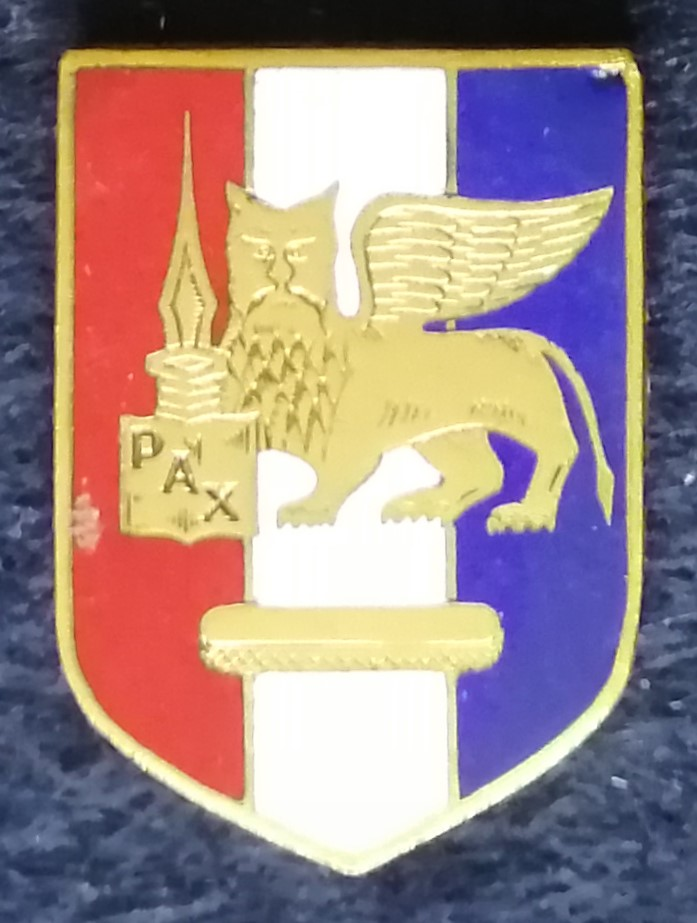
Distintivo della SETAF

Nel 1964 alla S.E.TA.F., che aveva lo scopo di "provvedere alla consulenza ed assistenza dell’artiglieria italiana da campo e delle unità di difesa aerea", fu assegnato il 559th U.S.A.A.G. – United States Army Artillery Group, dal quale dipendevano:
- 69th Ord.Co. - Ordnance Company di stanza a Longare, con il compito di effettuare la manutenzione delle bombe atomiche;
- 28th U.S.A.F.A.D. - United States Army Field Artillery Detachment, con il compito della difesa fisica delle bombe.

Nel 1965 la sede della S.E.TA.F. fu definitivamente spostata nella Caserma “Carlo Ederle” a Vicenza.
Nel 1970 altri mutamenti si ebbero:
- taglio delle truppe statunitensi in Italia di un ulteriore 50%, per arrivare ad una quota di circa 2.500 militari;
- taglio del personale civile statunitense in Italia del 70%, questo per una scelta unilaterale di riduzione dei costi;
- restituzione alla sovranità italiana del Porto di Livorno già sotto il controllo dell’8th Area Support Group.

Nel 1972 i compiti del Comando S.E.TA.F. e l'area geografica di responsabilità aumentarono, quando il Comando S.E.TA.F. assunse sotto la propria responsabilità anche i Comandi di Artiglieria di stanza in Grecia (558th U.S.A.A.G.) ed in Turchia (528th U.S.A.A.G.), attivi dai primi anni 1960.
Nel 1973, con l'assegnazione del 1st A.B.C.T. - Airborne Battalion Combat Team del 509th P.I.R. - Parachute Infantry Regiment, la S.E.TA.F. ebbe il duplice compito di impiegare tale Reparto anche come componente della Allied Command Europe Mobile Force (Land) della N.A.T.O.; il 1st A.B.C.T. fu disattivato a metà degli anni 1980 e sostituito dal 1st A.B.C.T. - Airborne Battalion Combat Team del 325th P.I.R. - Parachute Infantry Regiment della 82nd Airborne Division e così costituito:
- Headquarters Company;
- Combat-Support Company;
- Artillery Battery, armata con obici da 105mm;

esso fu inquadrato nelle N.A.T.O. Allied Forces Mobile (Land), e fu un Reparto fondamentale nello scacchiere nord orientale italiano, durante la Guerra Fredda, per la sua immediata dispiegabilità su territorio come Reparto paracadutato.
Il 15 dicembre 1975 il 2nd Field Artillery Battalion del 30th Field Artillery Group fu smobilitato.
La missione primaria della S.E.TA.F. durante gli anni 1980 fu la difesa dei valichi alpini orientali, in previsione di una invasione sovietica, ed il comando/controllo delle scorte di armamento nucleare ancora situato nel Nord Italia.
Fino al 1992, il Comando S.E.TA.F. fu considerato un Comando Logistico, pur avendo ai suoi ordini:
- un Battaglione Paracadutisti;
- tre U.S.A.A.G.;
- e mantenendo sotto la propria responsabilità la Base Logistica di Camp “Darby” con l’8th Area Support Group.

Il Comando S.E.TA.F. successivamente fu designato come Comando d’Appoggio e ancora dopo come Comando di Teatro, e responsabile per il ricevimento e la preparazione per il combattimento ed il movimento delle forze nella Regione Meridionale dell’Europa in caso di conflitto.
Nell’Aprile 1996 la 1st A.B.C.T. - Airborne Battalion Combat Team del 508th P.I.R. - Parachute Infantry Regiment fu dislocato a Vicenza ed è stato ristrutturato tre volte.
Nel Giugno 2000 la brigata di fanteria viene ricostruita come 173ª Brigata Aviotrasportata.

### USARAF
Nel 2008 il Southern European Task Force viene ridenominato U.S. Army Africa.
Infatti il 3 dicembre 2008 a Roma, in Italia, con un annuncio ufficiale da parte degli Stati Uniti e del governo italiano dichiararono che il SETAF sarebbe diventato USARAF (U.S. Army Africa), e il 9 dicembre 2008, USARAF fu istituito come Comando di servizio di United States Africa Command (AFRICOM) il cui quartier generale è in Germania.
Questo ha comportato la fine della componente aerea nella storia dell'unità e l'inizio del suo nuovo ruolo di componente terrestre di AFRICOM.
Presso l'ex aeroporto di Vicenza è stata inaugurata nel luglio 2013 la nuova base "Del Din".